# Centaurea rumelica
Centaurea rumelica — вид квіткових рослин родини айстрових (Asteraceae). Ареал: Болгарія, пд.-сх. Румунія, Північна Македонія.

## Середовище
Зустрічається в луках і чагарниках. Популяції фрагментовані та складаються переважно з кількох десятків особин. Вид бере участь у степових трав'янистих угрупованнях.

## Біоморфологічна характеристика
Багаторічник. Стебла 30–50 см. Листки майже голі або павутинно-волосисті; нижні стеблові листки цілокраї; верхні ліроподібні, бічні частки ланцетні, кінцеві частки видовженоланцетні. Обгортка діаметром 17–20 мм. Обгорткові приквітки загострені. Квітки жовті, зовнішні рівні внутрішнім. Сім'янки ≈ довжина 4 мм; папус 1/3 довжини сім'янки. Цвітіння: червень і липень. Плодіння: липень і серпень